# Vlag van Veraguas

Vlag van Veraguas

De vlag van Veraguas is de vlag van de Panamese provincie Veraguas. De vlag is voorgeschreven bij resolutie nr. 12, aangenomen op 18 maart 2019 door de Provinciale Raad en gepubliceerd op 13 mei 2019 in het officiële publicatieblad van Panama, nr. 28772-A. De vlag was van Manuel Salvador Álvarez en werd voor het eerst gepresenteerd op 24 februari 1993 als eerbetoon aan zijn dochter.
In het midden staat de kaart van Veraguas en daaromheen symboliseren de sterren de districten waaruit de provincie bestaat. De blauwe kleur staat voor de zee die de noord- en zuidkust baadt.